# منتخب أيرلندا لهوكي الجليد للناشئين
منتخب أيرلندا لهوكي الجليد للناشئين (بالإنجليزية: Ireland men's national junior ice hockey team)‏ هو ممثل جمهورية أيرلندا الرسمي في المنافسات الدولية في هوكي الجليد للناشئين
. تأسس في 27 أبريل 2001.